# Centruroides balsasensis
Espèce
Centruroides balsasensis est une espèce de scorpions de la famille des Buthidae.

## Distribution
Cette espèce est endémique du Mexique. Elle se rencontre au Guerrero, au Michoacán et dans l'État de Mexico entre 400 et 1 500 m d'altitude dans la dépression de la Balsas.

## Description
Le mâle holotype mesure 69,85 mm et la femelle paratype 67,75 mm.

## Étymologie
Son nom d'espèce, composé de balsas et du suffixe latin -ensis, « qui vit dans, qui habite », lui a été donné en référence au lieu de sa découverte, la dépression de la Balsas.

## Publication originale
- Ponce & Francke, 2004 : « Una nueva especie de alacrán del género Centruroides Marx (1890) (Scorpiones, Buthidae) de la depresión del balsas, México. » Acta Zoológica Mexicana, vol. 20, no 2, p. 221-232.